# Rascom-QAF 1R
Rascom-QAF 1R ist ein kommerzieller Kommunikationssatellit der RascomStar-QAF, eines auf Mauritius ansässigen Unternehmens der Regional African Satellite Communication Organization (RASCOM). Es ist nach RASCOM-QAF 1 der zweite Satellit des Unternehmens.
Der von Thales Alenia Space gebaute Satellit wurde am 4. August 2010 um 20:59 Uhr UTC mit einer Trägerrakete des Typs Ariane 5 ECA vom Centre Spatial Guyanais in Französisch-Guayana zusammen mit Nilesat 201 in eine geostationäre Transferbahn gebracht. Falls alles wie geplant verlief, wurde der Satellit 32 Minuten und 43 Sekunden nach dem Start ausgesetzt, um sich dann mit eigenem Antrieb in eine geostationäre Umlaufbahn zu bewegen.
Rascom-QAF 1R stellt Telekommunikationsdienstleistungen, Fernsehübertragungen und Internet für weite Teile Afrikas und einige Teile Europas und des Nahen Ostens bereit. Der Satellit basiert auf dem Satellitenbus Spacebus 4000B3 von EADS Astrium und verfügt über zwölf Ku-Band- und acht C-Band-Transponder. Sein Startgewicht belief sich auf etwa 3000 kg. Der Satellit wurde auf der Position 2,85° Ost stationiert und hat eine erwartete Lebensdauer von etwa 15 Jahren. Noch im Jahr des Starts ersetzte er RASCOM-QAF 1, der wegen eines Fehlers im Antriebssystem nur etwa zwei Jahre arbeiten konnte.